# Aaron ben Meir Brisker
Aaron ben Meir Brisker († 3. November 1777 in Brest-Litowsk) war ein jüdischer Talmudist, der die Interessen der Juden auf dem Vierjährigen Sejm vertrat. In seinen Schriften zeichnete er sich als Meister des Pilpul aus.

## Leben
Aarons Vater war einer der Leiter der jüdischen Gemeinde in Brest-Litowsk und einer der Unterzeichner des Briefes an Jonathan Eybeschütz, den er im Streit mit Jacob Emden unterstützte. Aaron lernte unter Eleazar ben Eleazar Kallir, der die Or Chadasch (hebräisch אור צדש ‚Neues Licht‘) verfasste, und verweigerte sich, das Amt eines Rabbiner zu übernehmen, um sich gänzlich seinen Studien hingeben zu können.
Während des Vierjährigen Sejms wurde er 1791 nach Warschau entsandt, um dort die Gemeinde in Brest zu vertreten und über die Probleme der polnischen Juden zu beraten.
Er verfasste talmudische Novellen unter dem Titel Minchat Aharon (hebräisch מנחת אהרן ‚Aarons Opfergabe‘) zu dem Traktat Sanhedrin sowie mehrere Responsen, die von seinem Enkel Jacob Meir Padua in dem Werk Mekor Majim Chajjim (hebräisch מקור מים חיים ‚Wasserquelle des Lebens‘, 1837) eingefügt wurden.

## Werke
- Minchat Aharon (hebräisch מנחת אהרן ‚Aarons Opfergabe‘), Nowydor 1792